# Eu, Tituba: bruxa negra de Salem
Eu, Tituba: bruxa negra de Salem (traduzido do título Moi, Tituba, sorcière… noire de Salem) é um livro de romance da escritora guadalupense Maryse Condé. Reconta de forma ficcional a história do julgamento das bruxas de Salém, em especial, de Tituba. Inscreve o protagonismo de uma mulher negra, em diáspora e que carrega as marcas da escravidão e da resistência quilombola, no rol de releituras sobre esse episódio de caça às bruxas. É um romance histórico sobre a“"bruxa negr”" de Salém.
A obra ganhou o Grande Prêmio da França de literatura feminina no ano de 1986. Ganhou também o Grande Prêmio dos Jovens leitores, da França, em 1994. Foi publicada pela primeira vez na língua portuguesa no ano de 1997 e reeditada pela última vez no ano de 2019.

## Descrição
O romance de Maryse Condé é uma obra de ficção, embora relacionada à história real dos julgamentos das chamadas bruxas de Salem. O livro é narrado em primeira pessoa por Tituba, uma das mulheres envolvidas nos julgamentos. A narrativa se passa no final do século XVII, sendo ambientada, principalmente, na província estadunidense de Massachusetts, em Salém e Boston. Se passa também no caribe, em Barbados e na Inglaterra.
A obra traça uma relação de intertextualidade com o livro A Letra Escarlate (1850) de Nathaniel Hawthorne, bem como, faz uma releitura da peça As Bruxas de Salem (1953) de Arthur Miller. O objetivo da autora era preencher as lacunas deixadas nas narrativas desses autores. O romance de Maryse Condé inscreveu nessa história o protagonismo de Tituba, uma mulher negra.
A primeira edição em inglês, de 1992, inclui um prefácio da ativista Angela Davis, que chama o livro de "romance histórico sobre a bruxa negra de Salém”.

## Trama

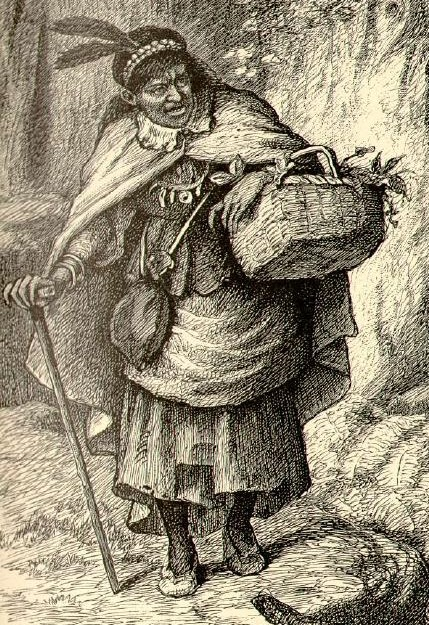
Ilustração de Tituba, por John W. Ehninger.

No romance, Tituba é mestiça, nascida em Barbados, filha de uma jovem africana escravizada que foi estuprada por um marinheiro inglês. A mãe de Tituba foi enforcada após se defender de outro abuso sexual, perpetrado por um escravista branco. Tituba é expulsa da plantação e se torna uma quilombola liberta, afastada da sociedade ao seu entorno. Ela cresceu junto a Mama Yaya, uma velha mística e herborista, que ensinou a Tituba sobre métodos tradicionais de cura.
Uma vez adulta, Tibuba casa-se com um homem escravizado mestiço, John Indian. Posteriormente, eles são vendidos a Samuel Parris, um pastor puritano, personagem histórico, conhecido por realizar os Julgamentos das Bruxas de Salém. Parris leva Tituba e John Indian para Boston, depois para Salem, onde Tituba é acusada de bruxaria e presa. Tituba é encarcerada junto a uma mulher grávida, chamada Hester Prynne (sendo também personagem do romance A Letra Escarlate, de Nathaniel Hawthorne). Confessando-se, Tituba sobrevive aos julgamentos e depois é vendida a um comerciante judeu, Benjamin Cohen d'Azevedo, para cuidar de seus 9 filhos. Permanece aí até que puritanos ateiam fogo na casa de Benjamin, matando todas as crianças. Ele, então, decide libertá-la e mandá-la de volta a Barbados. Chegando lá, Tituba junta-se um grupo de quilombolas. Passa a se relacionar amorosamente com o líder do grupo, Christopher, que sonha com a imortalidade.
Mais adiante da narrativa, ela volta para a cabana onde morava com Mama Yaya e passa a trabalhar como fitoterapeuta para os escravos da região. Estes trazem para ela um jovem à beira da morte, Iphigene. Tituba o cura e, logo em seguida, Iphigene planeja uma revolta contra os donos das plantações. Na noite anterior à revolta, ele e Tituba são presos e seus seguidores, enforcados. Tituba e Iphigene se juntam, então, ao reino espiritual, incitando revoltas futuras sempre que possível.

## Prêmios
- Grande Prêmio da França de literatura feminina em 1986.[3]
- Grande Prêmio dos jovens leitores, da França, em 1994.[1]

## Recepção
A obra foi lida como uma crítica e apropriação da versão histórica branca e masculina dos Julgamentos de Salém do século XVII.
Quando foi publicado em inglês, recebeu excelentes críticas. O Boston Sunday Globe disse: “Impressionante… A subversão imaginativa de Maryse Condé dos registros históricos, forma uma crítica da sociedade americana contemporânea e seu racismo e sexismo arraigados”.
No Brasil, a obra recebeu no ano de 2019 uma reedição. Na ocasião, a escritora brasileira Conceição Evaristo afirmou: “Para saber de Tituba… é preciso acompanhar quem sabe lidar com a alquimia das palavras. Maryse Condé tem as fórmulas, as poções mágicas da escrita”. 